# 備後落合駅
備後落合駅（びんごおちあいえき）は、広島県庄原市西城町八鳥にある、西日本旅客鉄道（JR西日本）の駅である。

## 概要
当駅の所属線である芸備線と、当駅を終点とする木次線が接続する駅で、中国山地の山間部に位置する。1935年（昭和10年）に開業し、1937年（昭和12年）に木次線が乗り入れてからは備北地区の基幹駅の一つとして機関区宿泊所・保線分区・通信分区などが設置され、一時は200人超の職員が勤務し、準急/急行「ちどり」などの優等列車の機関車付け替え・分割併合・スイッチバックなどが行われていた。また、駅前には2軒の旅館・タクシー・食堂・理髪店などが進出し、「落合銀座」と呼ばれるほど盛況した。しかしその後は蒸気機関車から気動車への置き換えによって職員数が減少し、過疎化・道路網の発達により利用客も減少した。
平成に入ると、備後落合駅はワンマン列車のみの発着駅となった。利用者数が減少してからも3人の係員が常駐し、駅で折り返す木次線列車の運行管理・出札業務に当たっていたが、1997年（平成9年）3月22日のダイヤ改正で、木次線（当駅 - 出雲坂根駅間）で運行される列車が庄原にある列車集中制御所 (CTC) で自動制御できるようになり、運行要員が必要なくなったため、備後落合駅は同日から無人駅となった。2018年（平成30年）12月時点では列車の発着時を除き、利用客はほとんど見られない状態で、かつて駅前に多数並んでいた店舗もほとんどが廃業しているが、ターミナル駅としての遺構が残る「秘境駅」として鉄道ファンから注目を集めたことに加え、駅付近に在住する元国鉄機関士による駅構内や周辺の清掃・地元の鉄道ファンや観光協会の活動により、2018年時点では利用者数が微増傾向にある。2020年代では、平日でも14時台には30人を超える利用客で盛況になる。自家用車やバイクツーリングでの訪問客もいる。待合室では蒸気機関車やディーゼルカーの多数の写真が所狭しと展示されている。
かつては駅構内に機関車庫・転車台・給水塔・貯炭場があり、また駅に隣接して備後落合駐泊所があった。駅横の鉄道官舎・機関庫は2009年（平成21年）時点で既に撤去されているが、貯炭場・転車台は残されている。
中国統括本部の発足以前には、岡山支社・米子支社・広島支社の境界であったため、全ての列車が当駅で折り返す。三次方面からの列車は夜間滞泊が行われていたため、駅舎の一部が乗務員宿泊施設となっていたが、2021年（令和3年）10月2日をもって、夜間滞泊の対象となる列車（※この駅に21時前に到着する列車のこと）は備後庄原止まりとなり、翌朝この駅に回送する形になったため、この駅での夜間滞泊は無くなった。
木次線と芸備線の乗換駅であるが、定期列車は三次方面が1日5本、木次・新見方面は各3本（3方向で合計11本/日）と少なく、各方面同士の接続もあまり考慮されていない。
備後落合駅を含めた前後の区間は豪雨・豪雪により不通となることがしばしばある。豪雨は三次方面に、豪雪は木次・新見方面に多く、特に雪は一度深い積雪になると春まで除雪されず、バス代行となることが多い。

## 歴史

### 年表
- 1935年（昭和10年）12月20日：国有鉄道庄原線（当時）が備後西城駅から延伸し、その終着駅として開業[1]。
  - 当時の所在地表示は広島県比婆郡美古登村八鳥であった[1]。
- 1936年（昭和11年）10月10日：三神線が小奴可駅から当駅まで延伸。同時に庄原線が三神線に編入され、備中神代駅 - 備後十日市駅（現：三次駅）間が三神線となり、同線の途中駅となる。
- 1937年（昭和12年）
  - 7月1日：芸備鉄道国有化に伴い[1]、備中神代駅 - 広島駅間を芸備線としたため同線所属となる。
  - 12月12日：木次線全通（八川駅 - 備後落合駅間開業）に伴い、同線と芸備線の接続駅になる[8]。
- 1972年（昭和47年）9月1日：貨物の取り扱いを廃止[9]。
- 1983年（昭和58年）10月31日：荷物扱い廃止[10]。出札廃止[11]（駅前旅館受託による簡易委託化）。
- 1986年（昭和61年）11月1日：出札再開（簡易委託廃止）。
- 1987年（昭和62年）4月1日：国鉄分割民営化により、JR西日本の駅となる[1]。
- 1990年（平成2年）11月1日：駅売店が閉店[12]。
- 1997年（平成9年）3月22日：同日のダイヤ改正に伴い無人化[3]。
- 2002年（平成14年）3月23日：当駅に乗り入れていた最後の急行列車「ちどり」「たいしゃく」が廃止された[2]。なお、その後も三次以東で普通列車となる急行「みよし」の発着は残ったが、これも2007年7月のダイヤ改正でなくなった。
- 2006年（平成18年）
  - 7月18日：大雨により当駅 - 比婆山駅間で大規模斜面崩落が発生し、芸備線は当駅 - 備後西城駅間で不通となる。
  - 7月20日：芸備線不通に伴い、代行バス運転開始。
- 2007年（平成19年）4月1日：芸備線復旧工事が完了し、全線で運転再開。

### 駅名の由来
駅周辺に「落合」という地名は存在しない。落合の名は、3方向から路線が合流する地となったことから名付けられた。

## 駅構造
単式ホーム1面1線と島式ホーム1面2線、合計2面3線のホームを持つ地上駅。駅舎は木次線が使う単式ホーム側に設けられており、芸備線が使う島式ホームへは構内踏切で連絡している。開業当時は跨線橋があったが、太平洋戦争中に撤去された。便所は男女共用の汲み取り式で新たに洋式の簡易水洗式が設置された。

### のりば
のりばは駅舎側から以下の通り。
| のりば | 路線   | 方向 | 行先               | 備考          |
| ------ | ------ | ---- | ------------------ | ------------- |
| 1      | 木次線 | -    | 出雲横田・木次方面 |               |
| 2      | 芸備線 | 下り | 備後庄原・塩町方面 | 一部3番のりば |
| 3      | 芸備線 | 上り | 東城・新見方面     |               |

- 本項ではJR西日本公式サイトの全域路線図[13]に従い路線記号・ラインカラーを表記している。
- 3番線の外側には数本の側線がある。信号システム上、新見方面から1・2番線に直接進入することはできないため、新見方面から木次線に入る列車は一旦側線に到着し、入換で2番線に転線してから木次線に入る。ただし、2015年（平成27年）3月14日改正ダイヤでは側線を使う必要がある定期列車はなく、臨時運用限定で、2004年夏に新見駅 - 出雲坂根駅間で運転された快速奥出雲号で入線実績がある。
- 当駅の信号機配置によって、構造上は次のような列車発着が可能である。すなわち、1番線；木次方面からの到着と木次方面への出発。2番線；三次または木次方面からの到着と全方面への出発。3番線と3番線外側の側線；新見または三次方面からの到着と新見または三次方面への出発。
- 1番線の線路は当駅東側で2番線に合流しており、木次線から到着した列車の機関車等の入換えが可能な配線となっている。（当駅東側に1番線に対する出発信号機はない。）
- かつては現在の2・3番線の島式ホーム内に、地元の飲食店「環翠楼」が経営する立ち食いそば・うどん店があり、この店の名物に「おでんうどん」があった[14]。この他、駅弁販売も行われていたが、1990年3月ダイヤ改正で優等列車の急行「ちどり」が廃止されたため、同年10月31日の営業を以て全ての構内営業を終了している。「おでんうどん」はその後、末期に環翠楼から駅売店の運営を委託されていた駅付近の「ドライブインおちあい」で提供されている[2]。提供期間は毎年9月 - 翌5月。

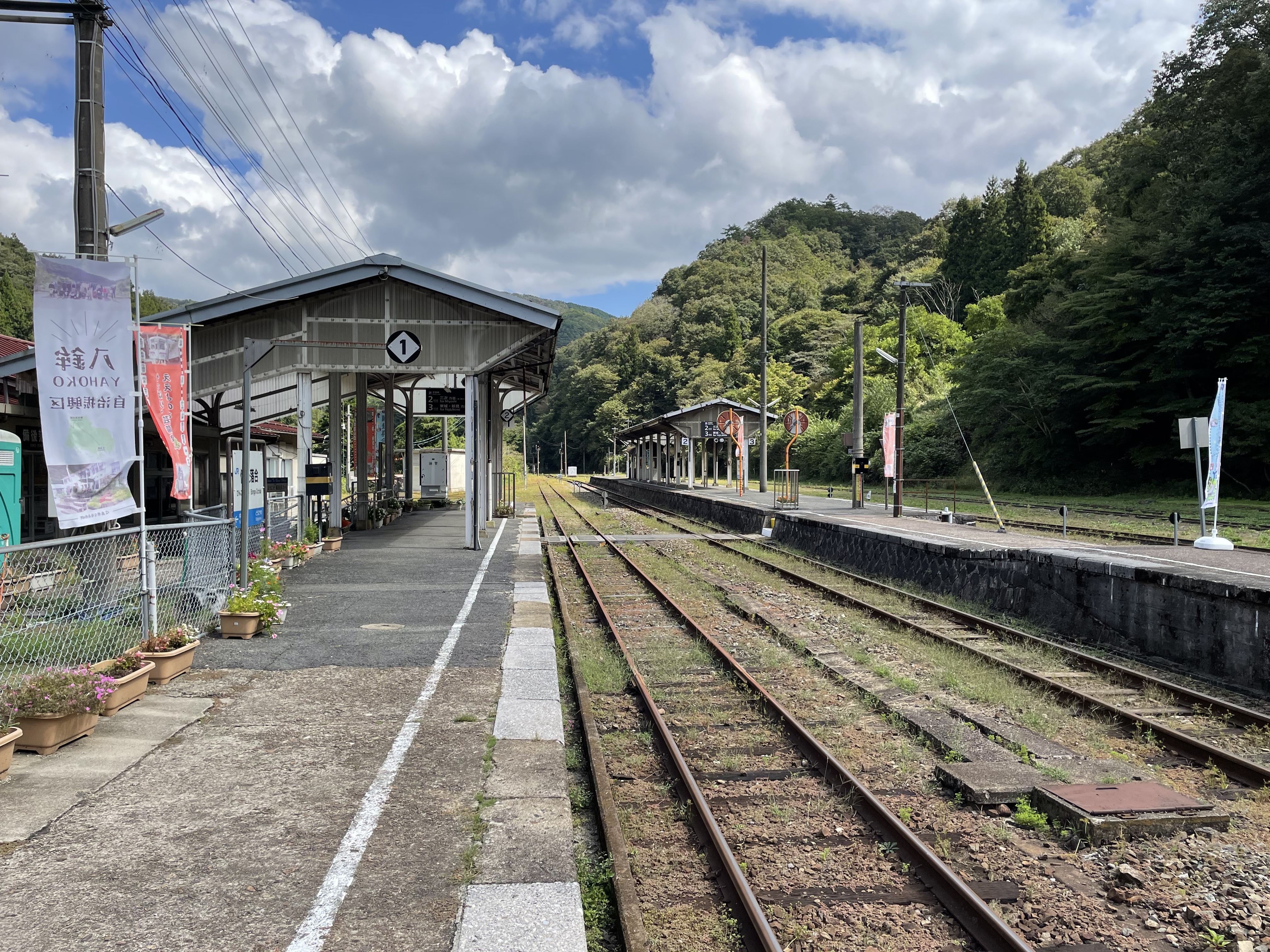
駅構内（2024年9月）
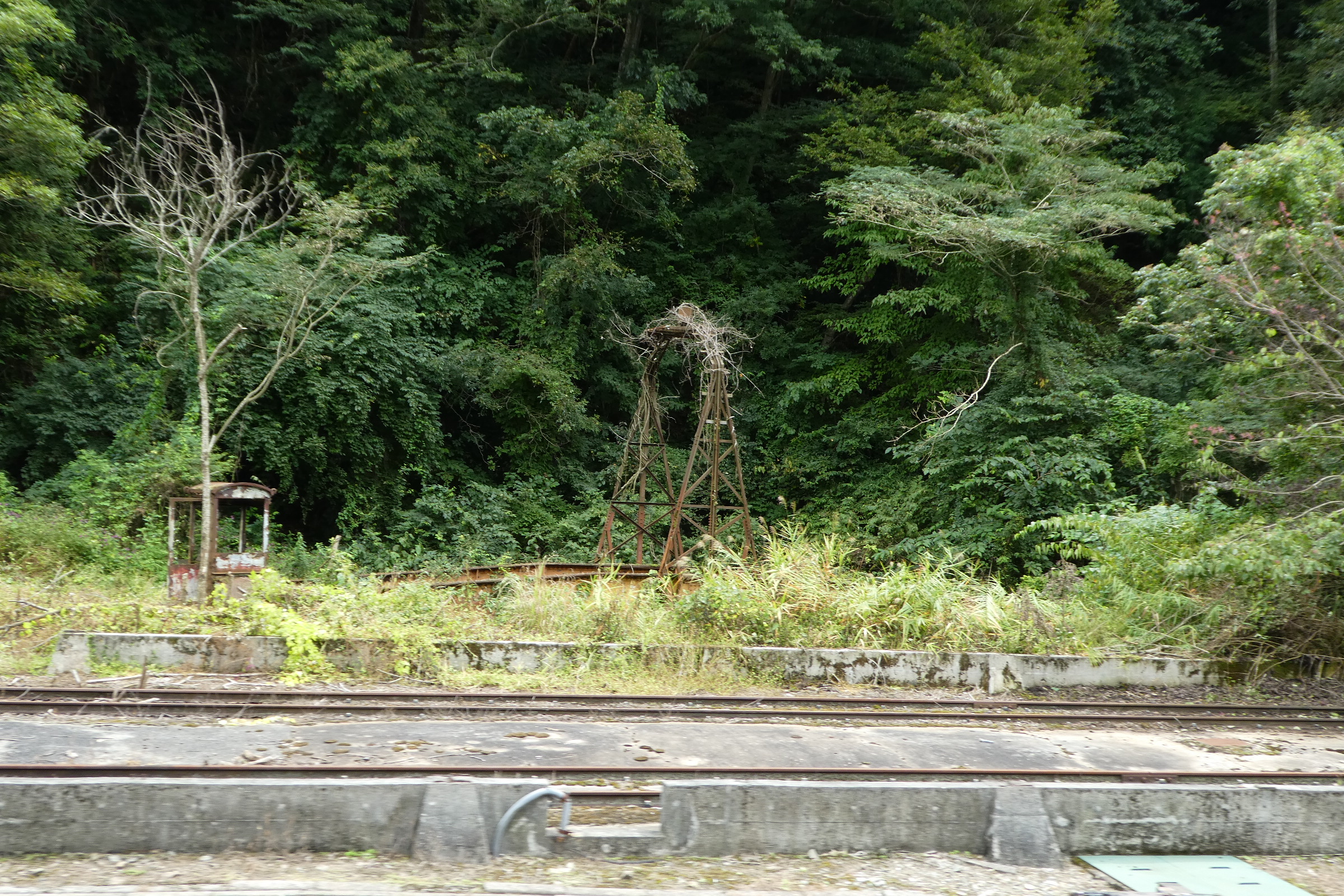
転車台跡（2017年9月）

## 利用状況
1日平均の乗車人員は以下の通り。2011年以降、特記のないものは「国土数値情報 駅別乗降客数データ」による。
| 年度                | 1日平均 乗車人員 | 出典   |
| ------------------- | ---------------- | ------ |
| 1981年（昭和56年）  | 42               |        |
|                     |                  |        |
| 1989年（平成 元年） | 44               | [ 15 ] |
| 1990年（平成02年）  | 49               |        |
| 1991年（平成03年）  |                  |        |
| 1992年（平成04年）  | 49               | [ 16 ] |
|                     |                  |        |
| 1998年（平成10年）  | 48               | [ 17 ] |
|                     |                  |        |
| 2002年（平成14年）  | 26               | [ 18 ] |
|                     |                  |        |
| 2011年（平成23年）  | 20               |        |
| 2012年（平成24年）  | 17               |        |
| 2013年（平成25年）  | 17               |        |
| 2014年（平成26年）  | 15               | [ 19 ] |
| 2015年（平成27年）  | 16               |        |
| 2016年（平成28年）  | 13               |        |
| 2017年（平成29年）  | 12               |        |
| 2018年（平成30年）  | 13               |        |
| 2019年（令和 元年） | 14               |        |
| 2020年（令和02年）  | 7                | [ 20 ] |
| 2021年（令和03年）  | 14               | [ 21 ] |

## 駅周辺

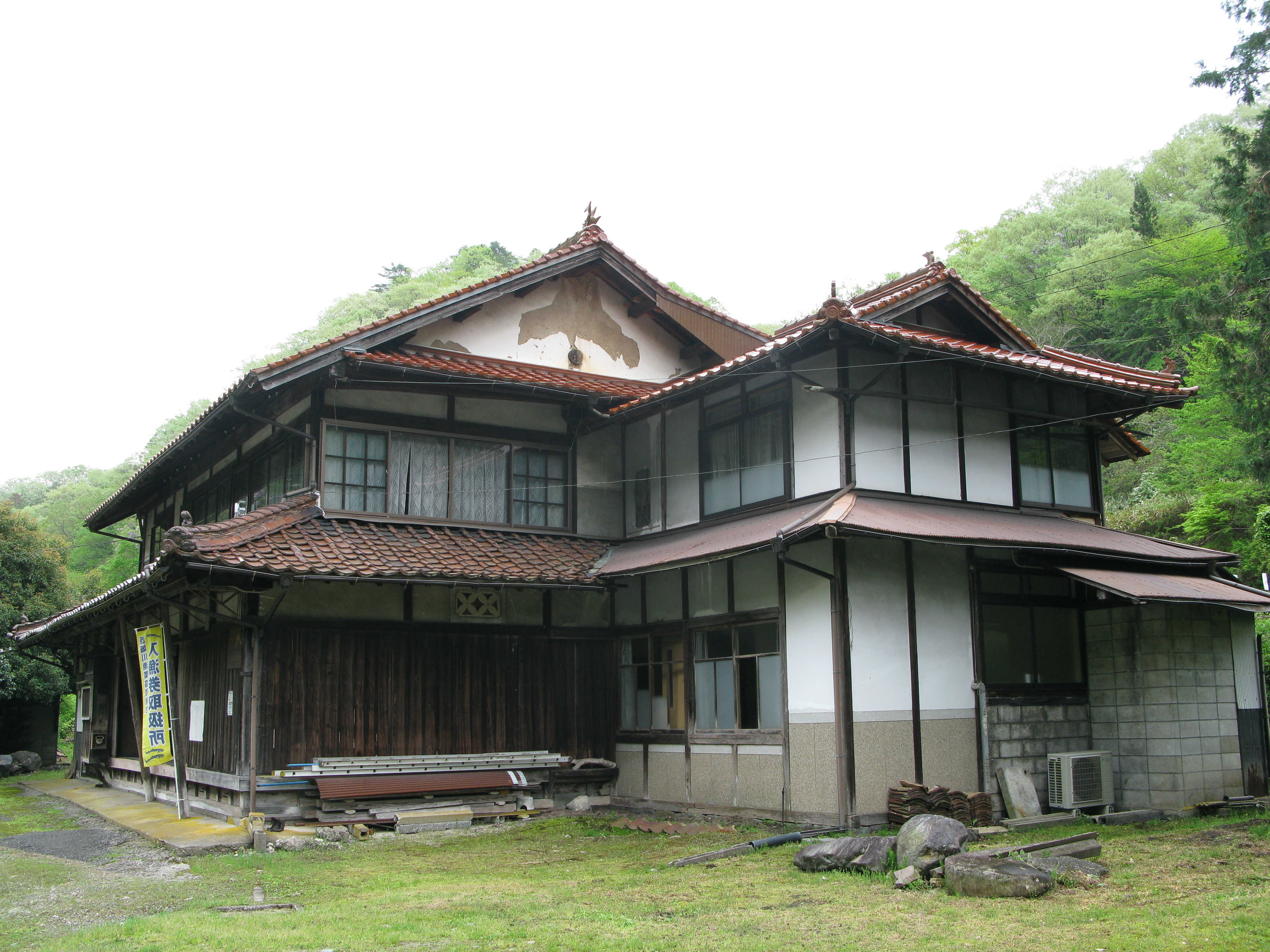
駅近くに所在する元大原旅館の建物

駅は山間部にあり、駅前から並走する国道183号線とは西城川の支流である小鳥原（）川で隔てられている。国道へは広島県道234号備後落合停車場線で結ばれているが、小鳥原川を渡る橋（駅前橋）は東側へ90メートルほど行った場所にあり、橋に向かってゆるやかな下り坂となっている。
駅前には商店などはなく、空き家がある。かつては県道の坂道の途中には川側には美容室・新聞販売店・道後タクシーの営業所があった。坂道の終点であり小鳥原川を渡る橋の正面には、大きな木造2階建ての建物があるが、かつて営業していた「大原旅館」となる。往時には深夜に到着する列車の乗り換え客が朝の列車が到着するまで仮眠を取るために使われるなど賑わったという。作家となる前の松本清張が1948年に芸備線の旅の途中で大原旅館に宿泊し、後にエッセイ「ひとり旅」に書き残している。現在は宿泊営業はやめているが縁側にはタバコ販売の古いショーケースが置かれタバコなどを取り扱う商店として営業を続けている。
- 国道183号
- 国道314号
- 備後落合簡易郵便局（2019年より一時閉鎖中）
- 庄原警察署八鉾警察官駐在所
- ドライブインおちあい（当駅から1km程度西側に位置している。毎年9月 - 翌5月には当駅の名物だったおでんうどん[23]を販売）
- 西城交通「落合駅前」停留所

## 隣の駅
西日本旅客鉄道（JR西日本）
 芸備線
■快速（到着列車のみ）
道後山駅 → 備後落合駅
■普通（当駅で乗り換え）
道後山駅 - 備後落合駅 - 比婆山駅
 木次線（普通列車のみ運転）
油木駅 - 備後落合駅